# Corynabutilon salicifolium
Corynabutilon salicifolium är en malvaväxtart som först beskrevs av Karl Friedrich Carlos Federico Reiche, och fick sitt nu gällande namn av Krap.. Corynabutilon salicifolium ingår i släktet Corynabutilon och familjen malvaväxter. Inga underarter finns listade i Catalogue of Life.